# Casamento entre pessoas do mesmo sexo no Japão
O casamento entre pessoas do mesmo sexo no Japão não é legal e não está em discussão a introdução da iniciativa na legislação do país, apesar da ampla e histórica aceitação de homossexuais e as relações homoafetivas.

## Visão geral
O artigo 24 da Constituição japonesa afirma que "O casamento será baseado apenas no consentimento mútuo de ambos os sexos e deverá ser mantido através de cooperação mútua com igualdade de direitos entre marido e mulher."
Em 27 de março de 2009, o Japão passou a reconhecer o casamento de seus cidadãos homossexuais que se casassem com parceiros estrangeiros do mesmo sexo em países onde os casamentos homossexuais são legais. O Japão não permitia casamentos do mesmo sexo em sua legislação até agora, também se recusou a emitir um documento-chave necessário para os cidadãos casarem-se no exterior se o cônjuge pretendido pelo requerente era do mesmo gênero. De acordo com a mudança, o Ministério da Justiça do Japão instruiu as autoridades locais a emitir o certificado de chave-que reconhece as uniões entre um cidadão japonês homossexual e um companheiro estrangeiro do mesmo sexo, casados no exterior.